# 대한민국 상법 제530조의9
대한민국 상법 제530조의9는 분할 및 분할합병후의 회사의 책임에 대한 상법 회사법의 조문이다.

## 조문
제530조의9 (분할 및 분할합병후의 회사의 책임) (1) 분할 또는 분할합병으로 인하여 설립되는 회사 또는 존속하는 회사는 분할 또는 분할합병전의 회사채무에 관하여 연대하여 변제할 책임이 있다.

(2) 제1항의 규정에 불구하고 분할되는 회사가 제530조의3제2항의 규정에 의한 결의로 분할에 의하여 회사를 설립하는 경우에는 설립되는 회사가 분할되는 회사의 채무중에서 출자한 재산에 관한 채무만을 부담할 것을 정할 수 있다. 이 경우 분할되는 회사가 분할후에 존속하는 때에는 분할로 인하여 설립되는 회사가 부담하지 아니하는 채무만을 부담한다.

(3) 분할합병의 경우에 분할되는 회사는 제530조의3제2항의 규정에 의한 결의로 분할합병에 따른 출자를 받는 존립중의 회사가 분할되는 회사의 채무중에서 출자한 재산에 관한 채무만을 부담할 것을 정할 수 있다. 이 경우에는 제2항 후단의 규정을 준용한다.

(4) 제439조제3항 및 제527조의5의 규정은 제2항의 경우에 이를 준용한다.

第530條의9 (分割 및 分割合倂후의 會社의 責任) ① 分割 또는 分割合倂으로 인하여 設立되는 會社 또는 存續하는 會社는 分割 또는 分割合倂전의 會社債務에 관하여 連帶하여 辨濟할 責任이 있다.

②第1項의 規定에 불구하고 分割되는 會社가 第530條의3第2項의 規定에 의한 決議로 分割에 의하여 會社를 設立하는 경우에는 設立되는 會社가 分割되는 會社의 債務중에서 出資한 財産에 관한 債務만을 부담할 것을 정할 수 있다. 이 경우 分割되는 會社가 分割후에 存續하는 때에는 分割로 인하여 設立되는 會社가 부담하지 아니하는 債務만을 부담한다.

③分割合倂의 경우에 分割되는 會社는 第530條의3第2項의 規定에 의한 決議로 分割合倂에 따른 出資를 받는 存立 중의 會社가 分割되는 會社의 債務 중에서 出資한 財産에 관한 債務만을 부담할 것을 정할 수 있다. 이 경우에는 第2項 後段의 規定을 準用한다.

④第439條第3項 및 第527條의5의 規定은 第2項의 경우에 이를 準用한다.

## 판례

### 물적분할에 있어서의 연대 책임의 배제
- 분할되는 회사와 신설회사가 분할 전 회사의 채무에 대하여 연대책임을 지지 않는 경우에는 채무자의 책임재산에 변동이 생기게 되어 채권자의 이해관계에 중대한 영향을 미치므로 채권자의 보호를 위하여 분할되는 회사가 알고 있는 채권자에게 개별적으로 이를 최고하도록 규정하고 있는 것이고, 따라서 분할되는 회사와 신설회사의 채무관계가 분할채무관계로 바뀌는 것은 분할되는 회사가 자신이 알고 있는 채권자에게 개별적인 최고절차를 제대로 거쳤을 것을 요건으로 하는 것이라고 보아야 하며, 만약 그러한 개별적인 최고를 누락한 경우에는 그 채권자에 대하여 분할채무관계의 효력이 발생할 수 없고 원칙으로 돌아가 신설회사와 분할되는 회사가 연대하여 변제할 책임을 지게 되는 것이라고 해석하는 것이 옳다[1].

- 분할 또는 분할합병으로 인하여 설립되는 회사 또는 존속하는 회사(이하 ‘분할당사회사’라고 한다)는 특별한 사정이 없는 한 상법 제530조의9 제1항에 의하여 각자 분할계획서 또는 분할합병계약서에 본래 부담하기로 정한 채무 이외의 채무에 대하여 연대책임을 지는 것이 원칙이고, 이 연대책임은 채권자에 대하여 개별 최고를 거쳤는지 여부와 관계없이 부담하게 되는 법정책임이므로, 채권자에 대하여 개별 최고를 하였는데 채권자가 이의제출을 하지 아니하였다거나 채권자가 분할 또는 분할합병에 동의하였기 때문에 개별 최고를 생략하였다는 등의 사정은 상법 제530조의9 제1항이 규정하는 분할당사회사의 연대책임의 성부에 영향을 미치지 못한다.[2]

## 같이 보기
- 연대책임